# Greil Marcus
Greil Gerstley, noto con lo pseudonimo Greil Marcus (San Francisco, 19 giugno 1945), è uno scrittore e critico musicale statunitense.
Celebre per i suoi saggi letterari sulla musica rock che viene analizzata in un quadro più ampio di cultura e politica. È considerato uno dei più importanti studiosi del rapporto tra cultura popolare e musica e collabora con importanti riviste e quotidiani, come Rolling Stone, Creem, Village Voice, New York Times, Esquire e Pitchfork. Inoltre, tiene corsi alla University of California di Berkeley e alla Princeton University.

## Opere
- Rock and Roll Will Stand (1969)
- Double Feature: Movies & Politics (1972), co-autore con Michael Goodwin
- Mistery Train visioni d'America nel Rock (Mystery Train: Images of America in Rock 'n' Roll Music, 1975)
- Stranded: Rock and Roll for a Desert Island (1979), redattore e contributore
- Tracce di rossetto. Percorsi segreti nella cultura del 900 dal Dada ai Sex Pistols (Lipstick Traces: A Secret History of the 20th Century, 1989)
- Dead Elvis: A Chronicle of a Cultural Obsession (1991)
- In the Fascist Bathroom: Punk in Pop Music, 1977–1992 (1993, originariamente pubblicato come Ranters & Crowd Pleasers)
- The Dustbin of History (1995)
- Bob Dylan. La repubblica invisibile (Invisible Republic: Bob Dylan's Basement Tapes, 1997)
- Double Trouble: Bill Clinton and Elvis Presley in a Land of No Alternatives (2001)
- The Manchurian Candidate: BFI Film Classics, 68 (2002)
- Psychotic Reactions and Carburetor Dung (The Work of a Legendary Critic: Rock ‘n’ Roll as Literature and Literature as Rock ‘n’ Roll) (2003)
- The Rose & the Briar: Death, Love and Liberty in the American Ballad (2004), co-autore con Sean Wilentz
- Like a Rolling Stone - Bob Dylan, una canzone, l'America (Like a Rolling Stone: Bob Dylan at the Crossroads, 2005)
- The Shape of Things to Come: Prophecy in the American Voice (2006)
- A New Literary History of America (2009), co-autore con Werner Sollors
- Best Music Writing 2009 (2009),  redattore ospite con Daphne Carr
- Songs Left Out of Nan Goldin's Ballad of Sexual Dependency (2009)
- When That Rough God Goes Riding: Listening to Van Morrison (2010)
- Bob Dylan by Greil Marcus: Writings 1968–2010 (2011)
- Quella strana vecchia America. I Basement Tapes di Bob Dylan (The Old, Weird America: The World of Bob Dylan's Basement Tapes, 2011)
- The Doors. Cinque anni di musica e parole (The Doors: A Lifetime of Listening to Five Mean Years, 2011)
- Conversations with Greil Marcus (2012), con Joe Bonomo
- Storia del rock in dieci canzoni (The History of Rock 'n' Roll in Ten Songs, 2014)
- Three Songs, Three Singers, Three Nations (2015)
- Real Life Rock: The Complete Top Ten Columns, 1986–2014 (2015)
- Under the Red White and Blue: Patriotism, Disenchantment and the Stubborn Myth of the Great Gatsby (2020)
- Folk Music: A Bob Dylan Biography in Seven Songs (2022)